# Reichstagswahlkreis Herzogtum Sachsen-Coburg-Gotha 2

Die Wahlkreisaufteilung des Deutschen Reichs.

Der Reichstagswahlkreis Herzogtum Sachsen-Coburg-Gotha 2 (in der reichsweiten Durchnummerierung auch Reichstagswahlkreis 368; auch Reichstagswahlkreis Gotha genannt) war der zweite Reichstagswahlkreis für das Herzogtum Sachsen-Coburg und Gotha für die Reichstagswahlen im Deutschen Reich und im Norddeutschen Bund von 1867 bis 1918.

## Wahlkreiszuschnitt
Der Wahlkreis umfasste das Herzogtum Gotha.
| Jahr | Einwohner |
| ---- | --------- |
| 1890 | 147.226   |
| 1895 | 154.105   |
| 1900 | 162.736   |
| 1905 | 170.920   |
| 1910 | 182.359   |

|      | Landwirtschaft | Industrie und Gewerbe | Handel und Dienstleistungen |
| ---- | -------------- | --------------------- | --------------------------- |
| 1895 | 38,5           | 43,2                  | 18,3                        |
| 1907 | 30,4           | 49,2                  | 20,5                        |

|      | Evangelisch | Katholisch |
| ---- | ----------- | ---------- |
| 1890 | 98,3        | 1,1        |
| 1905 | 98,1        | 1,2        |
| 1910 | 97,7        | 1,6        |

## Abgeordnete
| Wahl                                 | Abgeordneter                      | Partei | Bild |
| ------------------------------------ | --------------------------------- | ------ | ---- |
| Reichstagswahl Februar 1867 bis 1868 | Carl Ausfeld                      | DFP    |      |
| Ersatzwahl 1869 bis 1871             | Friedrich Wilhelm Henneberg       | DFP    | 0    |
| Reichstagswahl 1871 bis 1874         | Carl Kaemmerer                    | NLP    | 0    |
| Reichstagswahl 1874 bis 1877         | Carl Ausfeld                      | DFP    |      |
| Reichstagswahl 1877 bis 1878         | Julius Hopf                       | NLP    | 0    |
| Reichstagswahl 1878 bis 1881         | Ernst Adolph Mueller              | DFP    | 0    |
| Reichstagswahl 1881 bis 1884         | Theodor Barth                     | LV     |      |
| Reichstagswahl 1884 bis 1887         | Wilhelm Bock                      | SAP    |      |
| Reichstagswahl 1887 bis 1890         | Rudolf Henneberg                  | NLP    | 0    |
| Reichstagswahl 1890 bis 1893         | Otto Zangemeister                 | DFP    | 0    |
| Reichstagswahl 1893 bis 1907         | Wilhelm Bock                      | SPD    |      |
| Reichstagswahl 1907 bis 1912         | Ernst II. zu Hohenlohe-Langenburg | DRP    |      |
| Reichstagswahl 1912 bis 1918         | Wilhelm Bock                      | SPD    |      |

## Wahlen

### 1867 (Februar)
Es fand nur ein Wahlgang statt. Die Zahl der gültigen Stimmen betrug 4145.
| Kandidat     | Partei | Stimmen | in % | Anmerkungen |
| ------------ | ------ | ------- | ---- | ----------- |
| Carl Ausfeld | F      | 3373    | 0    | 0           |

### 1867 (August)
Es fand nur ein Wahlgang statt. Die Zahl der gültigen Stimmen betrug 2883.
| Kandidat     | Partei | Stimmen | in % | Anmerkungen |
| ------------ | ------ | ------- | ---- | ----------- |
| Carl Ausfeld | F      | 2412    | 0    | 0           |

### Ersatzwahl 1869
Carl Ausfeld legte das Mandat am 30. Dezember 1868 wegen seiner Ernennung zum Mitglied des Oberappellationsgerichts Jena nieder und es kam zu einer Ersatzwahl am 15. März 1869. Es fand nur ein Wahlgang statt.
| Kandidat                    | Partei | Stimmen | in % | Anmerkungen |
| --------------------------- | ------ | ------- | ---- | ----------- |
| Friedrich Wilhelm Henneberg | F      | 3521    | 0    | 0           |
| Stollberg                   | S      | 953     | 0    | 0           |

### 1871
Es fand ein Wahlgang statt. 25.643 Männer waren wahlberechtigt. Die Zahl der abgegebenen Stimmen betrug 6642, 24 Stimmen waren ungültig. Die Wahlbeteiligung betrug 26 %.
| Kandidat        | Partei   | Stimmen | in % | Anmerkungen                                         |
| --------------- | -------- | ------- | ---- | --------------------------------------------------- |
| Carl Kaemmerer  | NLP      | 6162    | 0    | 0                                                   |
| Dr. Joh. Jacoby | Dem/S    | 429     | 0    | Das statistische Amt führt ihn als Sozialdemokraten |
| 0               | Sonstige | 51      | 0    | 0                                                   |

### 1874
Es fand ein Wahlgang statt. 26.307 Männer waren wahlberechtigt. Die Zahl der abgegebenen Stimmen betrug 9027, 31 Stimmen waren ungültig. Die Wahlbeteiligung betrug 33,4 %.
| Kandidat     | Partei   | Stimmen | in % | Anmerkungen |
| ------------ | -------- | ------- | ---- | ----------- |
| Carl Ausfeld | DFP      | 7567    | 0    | 0           |
| Dr. Sy       | S (Eis)  | 1436    | 0    | 0           |
| 0            | Sonstige | 24      | 0    | 0           |

### 1877
Es fanden zwei Wahlgänge statt. 27.811 Männer waren wahlberechtigt. Die Zahl der abgegebenen Stimmen betrug im ersten Wahlgang 15.743, 134 Stimmen waren ungültig. Die Wahlbeteiligung betrug 57,1 %.
| Kandidat     | Partei   | Stimmen | in % | Anmerkungen |
| ------------ | -------- | ------- | ---- | ----------- |
| Carl Ausfeld | DFP      | 4611    | 0    | 0           |
| Wilhelm Bock | S        | 6154    | 0    | 0           |
| Julius Hopf  | NLP      | 4950    | 0    | 0           |
| 0            | Sonstige | 28      | 0    | 0           |

In der Stichwahl betrug die Zahl der abgegebenen Stimmen 20.247, 107 Stimmen waren ungültig. Die Wahlbeteiligung betrug 73,2 %.
| Kandidat     | Partei | Stimmen | in % | Anmerkungen |
| ------------ | ------ | ------- | ---- | ----------- |
| Wilhelm Bock | S      | 8935    | 0    | 0           |
| Julius Hopf  | NLP    | 11.312  | 0    | 0           |

### 1878
Es fanden zwei Wahlgänge statt. 28.917 Männer waren wahlberechtigt. Die Zahl der abgegebenen Stimmen betrug im ersten Wahlgang 16.371, 132 Stimmen waren ungültig. Die Wahlbeteiligung betrug 57,1 %.
| Kandidat             | Partei   | Stimmen | in % | Anmerkungen |
| -------------------- | -------- | ------- | ---- | ----------- |
| Ernst Adolph Mueller | DFP      | 7480    | 0    | 0           |
| Wilhelm Bock         | S        | 3513    | 0    | 0           |
| von Holtzendorff     | DRP      | 5344    | 0    | 0           |
| 0                    | Sonstige | 34      | 0    | 0           |

In der Stichwahl betrug die Zahl der abgegebenen Stimmen 13.353, 172 Stimmen waren ungültig. Die Wahlbeteiligung betrug 46,8 %.
| Kandidat             | Partei | Stimmen | in % | Anmerkungen |
| -------------------- | ------ | ------- | ---- | ----------- |
| Ernst Adolph Mueller | DFP    | 8831    | 0    | 0           |
| von Holtzendorff     | DRP    | 4522    | 0    | 0           |

### 1881
Es fanden zwei Wahlgänge statt. 29.100 Männer waren wahlberechtigt. Die Zahl der abgegebenen Stimmen betrug im ersten Wahlgang 13.898, 62 Stimmen waren ungültig. Die Wahlbeteiligung betrug 48 %.
| Kandidat      | Partei   | Stimmen | in % | Anmerkungen   |
| ------------- | -------- | ------- | ---- | ------------- |
| Theodor Barth | LibV     | 6442    | 0    | 0             |
| August Bebel  | S        | 1558    | 0    | 0             |
| Blödner       | NLP      | 5882    | 0    | Zimmermeister |
| 0             | Sonstige | 16      | 0    | 0             |

In der Stichwahl betrug die Zahl der abgegebenen Stimmen 17.953, 149 Stimmen waren ungültig. Die Wahlbeteiligung betrug 62,2 %.
| Kandidat      | Partei | Stimmen | in % | Anmerkungen   |
| ------------- | ------ | ------- | ---- | ------------- |
| Theodor Barth | LibV   | 10.886  | 0    | 0             |
| Blödner       | NLP    | 7069    | 0    | Zimmermeister |

### 1884
Es fanden zwei Wahlgänge statt. 28818 Männer waren wahlberechtigt. Die Zahl der abgegebenen Stimmen betrug im ersten Wahlgang 16583, 67 Stimmen waren ungültig. Die Wahlbeteiligung betrug 57,6 %.
| Kandidat     | Partei   | Stimmen | in % | Anmerkungen |
| ------------ | -------- | ------- | ---- | ----------- |
|              | F        | 5508    | 0    | 0           |
|              | NLP      | 3578    | 0    | 0           |
| Wilhelm Bock | SPD      | 7440    | 0    | 0           |
| 0            | Sonstige | 11      | 0    | 0           |

In der Stichwahl betrug die Zahl der abgegebenen Stimmen 17692, 431 Stimmen waren ungültig. Die Wahlbeteiligung betrug 62,9 %.
| Kandidat     | Partei | Stimmen | in % | Anmerkungen |
| ------------ | ------ | ------- | ---- | ----------- |
|              | F      | 6938    | 0    | 0           |
| Wilhelm Bock | SPD    | 10.754  | 0    | 0           |

### 1887
Es fanden zwei Wahlgänge statt. 30449 Männer waren wahlberechtigt. Die Zahl der abgegebenen Stimmen betrug im ersten Wahlgang 22754, 68 Stimmen waren ungültig. Die Wahlbeteiligung betrug 75 %.
| Kandidat         | Partei   | Stimmen | in % | Anmerkungen |
| ---------------- | -------- | ------- | ---- | ----------- |
|                  | F        | 4651    | 0    | 0           |
| Rudolf Henneberg | NLP      | 9319    | 0    | 0           |
| Wilhelm Bock     | SPD      | 8765    | 0    | 0           |
| 0                | Sonstige | 19      | 0    | 0           |

In der Stichwahl betrug die Zahl der abgegebenen Stimmen 23106, 206 Stimmen waren ungültig. Die Wahlbeteiligung betrug 76,6 %.
| Kandidat         | Partei | Stimmen | in % | Anmerkungen |
| ---------------- | ------ | ------- | ---- | ----------- |
| Rudolf Henneberg | NLP    | 12.073  | 0    | 0           |
| Wilhelm Bock     | SPD    | 11.033  | 0    | 0           |

### 1890
Es fanden zwei Wahlgänge statt. Die Zahl der Wahlberechtigten betrug 31.726. Die Zahl der abgegebenen gültigen Stimmen betrug im ersten Wahlgang 24.369, 48 Stimmen waren ungültig. Die Wahlbeteiligung belief sich auf 76,8 %.
| Kandidat          | Partei   | Stimmen | in %   | Anmerkungen |
| ----------------- | -------- | ------- | ------ | ----------- |
| Otto Zangemeister | DFP      | 6620    | 27,2 % | 0           |
| Rudolf Henneberg  | NLP      | 6475    | 26,6 % | 0           |
| Wilhelm Bock      | SPD      | 11.205  | 46,1 % | 0           |
| 0                 | Sonstige | 21      | 0,1 %  | 0           |

Die Zahl der abgegebenen gültigen Stimmen betrug in der Stichwahl 26.145, 63 Stimmen waren ungültig. Die Wahlbeteiligung belief sich auf 82,4 %.
| Kandidat          | Partei | Stimmen | in %   | Anmerkungen |
| ----------------- | ------ | ------- | ------ | ----------- |
| Otto Zangemeister | DFP    | 13.313  | 51,0 % | 0           |
| Wilhelm Bock      | SPD    | 112.769 | 49,0 % | 0           |

### 1893
Die Kartellparteien NLP und Konservative einigten sich auf einen Kandidaten aus den Reihen der NLP. Die linksliberalen waren über due Frage des Antrags Huene tief gespalten. Die FVg stellte den Museumsdirektor Aldenhoven auf, der die Militärvorlage unterstützte, die FVP den Rechtsanwalt Heller, einen Gegner der Vorlage.
Es fand ein Wahlgang statt. Die Zahl der Wahlberechtigten betrug 32.820. Die Zahl der abgegebenen gültigen Stimmen betrug 23.283, 39 Stimmen waren ungültig. Die Wahlbeteiligung belief sich auf 70,9 %.
| Kandidat        | Partei   | Stimmen | in %   | Anmerkungen                   |
| --------------- | -------- | ------- | ------ | ----------------------------- |
| Heller          | FVP      | 4304    | 18,5 % | Rechtsanwalt aus Gotha        |
| Karl Aldenhoven | FVg      | 30      | 0,1 %  | 0                             |
| Rudloff         | NLP      | 6526    | 28,1 % | Superintendent aus Wangenheim |
| Wilhelm Bock    | SPD      | 12.362  | 53,2 % | 0                             |
| 0               | Sonstige | 22      | 0,1 %  | 0                             |

### 1898
Die drei liberalen Parteien unterstützten Liebetrau, der als Unabhängiger antrat. Konservative und BdL einigten sich auf den Fabrikanten Weyerbusch. Nachdem Weyerbusch seine Zusage zurückgezogen hatte, sich keiner Fraktion anschließen zu wollen und einem Verbot des Zuzugs ausländischer Juden zuzustimmen, stellten die Antisemiten einen eigenen Kandidaten auf.
Es fand ein Wahlgang statt. Die Zahl der Wahlberechtigten betrug 34.530. Die Zahl der abgegebenen gültigen Stimmen betrug 25.631, 33 Stimmen waren ungültig. Die Wahlbeteiligung belief sich auf 74,2 %.
| Kandidat            | Partei       | Stimmen | in %   | Anmerkungen                                  |
| ------------------- | ------------ | ------- | ------ | -------------------------------------------- |
| Emil Weyerbusch     | BdL          | 5149    | 20,1 % | Fabrikbesitzer, MdL                          |
| Carl Wilhelm Schack | DSR          | 217     | 0,9 %  | Mitglied der Hamburger Bürgerschaft          |
| Otto Liebetrau      | Unabhängiger | 6986    | 27,3 % | Oberbürgermeister Landtagspräsident in Gotha |
| Wilhelm Bock        | SPD          | 13.235  | 51,7 % | 0                                            |
| 0                   | Sonstige     | 11      | 0,0 %  | 0                                            |

### 1903
NLP, die beiden linksliberalen Parteien und die Konservativen stellten Liebetrau erneut als Unabhängigen Kandidaten auf. Nur der BdL schloss sich dem Bündnis der bürgerlichen Parteien gegen die SPD nicht an und stellte Carl Ausfeld auf. Dieser war zwar NLP-Mitglied, erhielt aber von seiner Partei keine Unterstützung.
Es fand ein Wahlgang statt. Die Zahl der Wahlberechtigten betrug 26.934. Die Zahl der abgegebenen gültigen Stimmen betrug 30.710, 100 Stimmen waren ungültig. Die Wahlbeteiligung belief sich auf 83,1 %.
| Kandidat       | Partei       | Stimmen | in %   | Anmerkungen                                  |
| -------------- | ------------ | ------- | ------ | -------------------------------------------- |
| Carl Ausfeld   | NLP          | 6825    | 22,3 % | 0                                            |
| Otto Liebetrau | Unabhängiger | 8437    | 27,5 % | Oberbürgermeister Landtagspräsident in Gotha |
| Wilhelm Bock   | SPD          | 15.327  | 50,1 % | 0                                            |
| 0              | Sonstige     | 21      | 0,1 %  | 0                                            |

### 1907
Bei der Reichstagswahl 1907 gelang es, ein Bündnis aller bürgerlichen Parteien gegen die SPD zu schmieden. Zum Wahlerfolg trugen auch Vorwürfe bei, Bock hätte Einnahmen aus seiner Druckerei nicht versteuert.
Es fand ein Wahlgang statt. Die Zahl der Wahlberechtigten betrug 38.214. Die Zahl der abgegebenen gültigen Stimmen betrug 35.229, 177 Stimmen waren ungültig. Die Wahlbeteiligung belief sich auf 92,2 %.
| Kandidat                          | Partei   | Stimmen | in %   | Anmerkungen |
| --------------------------------- | -------- | ------- | ------ | ----------- |
| Ernst II. zu Hohenlohe-Langenburg | DRP      | 18.949  | 54,1 % | 0           |
| Wilhelm Bock                      | SPD      | 16.084  | 45,9 % | 0           |
| 0                                 | Sonstige | 19      | 0,0 %  | 0           |

### 1912
Da Hohenlohe im letzten Parlament gegen den Willen seiner Unterstützer mit der Hilfe des Zentrums sich zum 2. Vizepräsidenten des Reichstags hatte wählen lassen, lehnten NLP und FoVP eine erneute Kandidatur ab. Die liberalen Parteien einigten sich auf Krüger als gesamtliberalen Kandidaten. Konservative, BdL, CSP und Deutsch-Völkische Vereinigung unterstützen Krause.
Es fand ein Wahlgang statt. Die Zahl der Wahlberechtigten betrug 41.928. Die Zahl der abgegebenen gültigen Stimmen betrug 37.569, 166 Stimmen waren ungültig. Die Wahlbeteiligung belief sich auf 89,6 %.
| Kandidat              | Partei   | Stimmen | in %   | Anmerkungen                              |
| --------------------- | -------- | ------- | ------ | ---------------------------------------- |
| Rudolf Krause         | Kons     | 7907    | 21,1 % | Fabrikant in Georgental                  |
| Hermann Anders Krüger | NLP      | 9296    | 24,9 % | Dr. Professor aus Gotha und Herrenhausen |
| Wilhelm Bock          | SPD      | 20.190  | 54,0 % | 0                                        |
| 0                     | Sonstige | 10      | 0,0 %  | 0                                        |